# رونان بیگر
رونان بیگر (انگلیسی: Ronan Biger؛ زادهٔ ۸ اکتبر ۱۹۸۵) بازیکن فوتبال اهل فرانسه است.
وی همچنین در تیم ملی فوتبال Brittany بازی کرده‌است.